# Холостые выстрелы
«Холостые выстрелы» («Блуждающие мины», итал. Mine vaganti) — фильм режиссёра Ферзана Озпетека, вышедший в мировой прокат в 2010 году (в России — 17 февраля 2011 года). В том же году фильм получил специальный приз жюри кинофестиваля Трайбека.
Слоган фильма: «Самая сложная вещь в любви — это семья».

## Сюжет
Томмазо Кантоне живёт в Риме, где наслаждается своей независимостью и не скрывает свою гомосексуальность. Через какое-то время он возвращается к себе на малую родину — местность Саленто, где ему придется столкнуться со своими родителями и лицемерным обществом. 
Кантоне — семья большая и уважаемая, которую знают в Лечче как владельцев большой макаронной фабрики. Томмазо должен противостоять своей любящей, но надоедливой матери Стефании, своему отцу Виченцо, который разочарован выбором сына, сестре Елене, которой надоело быть домохозяйкой, и старшему брату Антонио, в помощь которому отец хочет поставить Томмазо. 
В многочисленном клане Кантоне есть эксцентричная тётя Лучана и бабушка, живущая воспоминаниями о потерянной любви, но со своей печальной и сочувствующей мудростью. Есть ещё красавица Альба, чей путь пересекается с семейством Кантоне по профессиональным причинам. Сопровождаемое секретами, спорами и сердечным приступом пребывание Томазо в семье продлится дольше, чем он ожидал.

## В ролях
- Рикардо Скамарчо — Томмазо Кантоне
- Алессандро Прециози — Антонио Кантоне
- Николь Гримаудо — Альба Брунетти
- Лунетта Савино — Стефания Кантоне
- Эннио Фантастикини — Виченцо Кантоне
- Илария Оккини — бабушка
- Елена София Риччи — тётя Лучана
- Бьянка Наппи — Елена Кантоне
- Максимилиан Галло — Сальваторе
- Даниэле Печчи — Андреа
- Каролина Крешентини — молодая бабушка
- Кармине Рекано — Марко
- Паола Миначчиони — Тереза
- Джанлука Де Марки — Давид
- Мауро Бонаффини — Максимилиан
- Джеа Мартире — Патриция
- Джорджо Маркези — Никола
- Матео Таранто — Доменико

## Съемочная группа
- Режиссёр — Ферзан Озпетек
- Авторы сценария — Ферзан Озпетек и Иван Котронео
- Продюсер — Доменико Прокаччи
- Оператор — Маурицио Кальвези
- Композитор — Паскуале Каталано
- Художники — Андреа Крисанти, Алессандро Лаи, Карло Решиньо
- Монтаж — Патрицио Мароне

## Награды и премии
- Кинофестиваль Трайбека 2010:
  - Специальный приз жюри
- Премия «Давид ди Донателло» 2010:

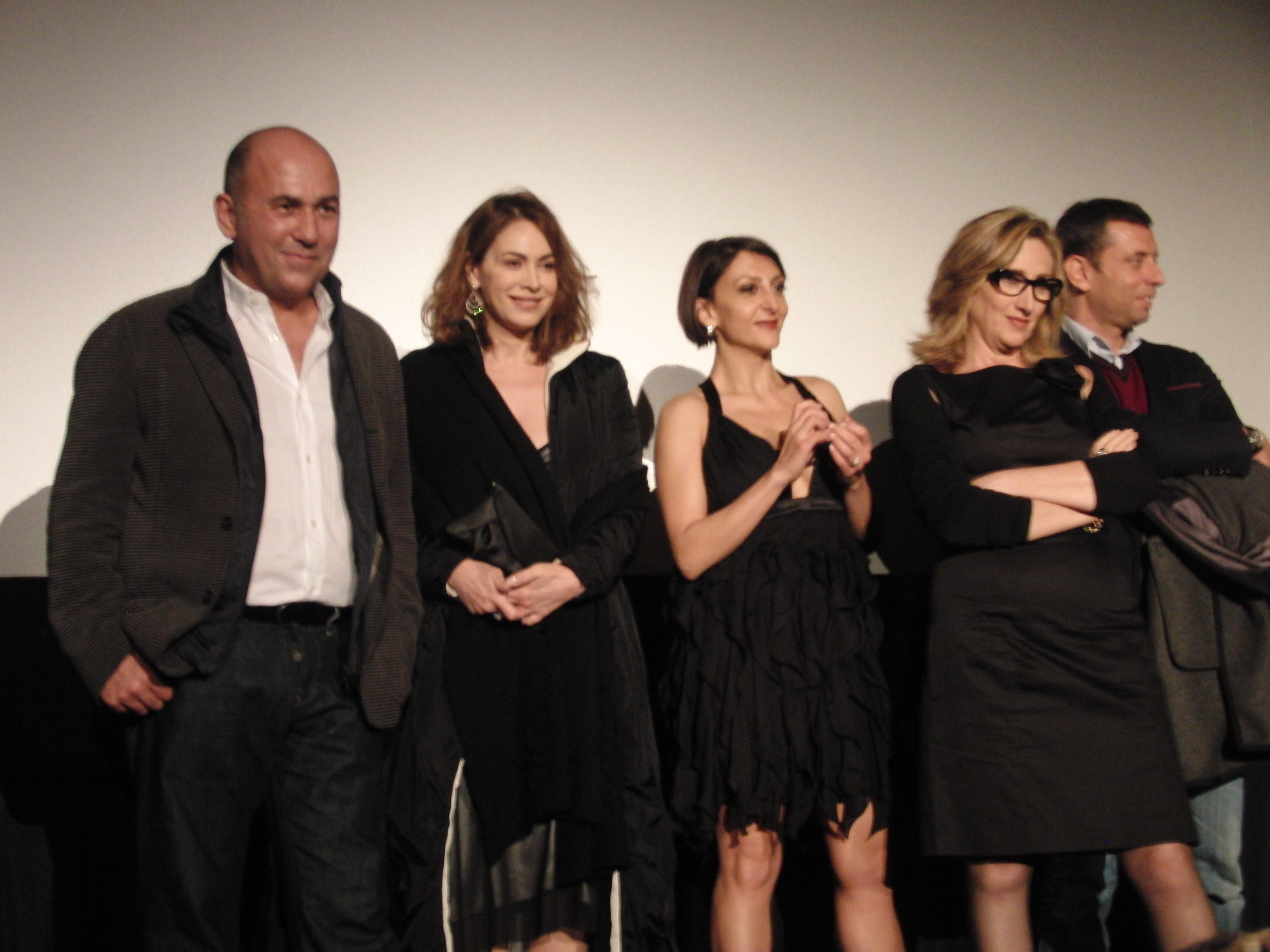
На кинофестивале Трайбека.

  - Лучшая актриса второго плана — Илария Оккини.
  - Лучший актёр второго плана — Эннио Фантастикини.
- Премия «Золотая хлопушка» 2010:
  - Лучший фильм
  - Лучший главный актёр — Рикардо Скамарчио.
  - Лучшая женская роль второго плана — Елена София Риччи
  - Лучшая мужская роль второго плана — Эннио Фантастикини
- Премия «Серебряная лента» 2010:
  - Лучшая комедия
  - Лучшая мужская роль второго плана — Эннио Фантастикини
  - Лучшая женская роль второго плана — Елена София Риччи и Лунетта Савино
  - Лучшая операторская работа (Маурицио Кальвези)
  - Лучшая песня — «Мечта» в исполнении Патти Право (Sogno di Patty Pravo)